# Coupe de la Ligue française de football 1999-2000
Navigation
Coupe de la Ligue française 1998-1999 Coupe de la Ligue française 2000-2001
La Coupe de la ligue de football 1999-2000 est la sixième édition de la Coupe de la Ligue de football en France, remportée par le FC Gueugnon, en finale, contre le Paris Saint-Germain 2 buts à 0. 

## Déroulement de la compétition
Le club en premier est le club qui joue à domicile.

### Premier tour
Le premier tour a eu lieu les 16 et 24 novembre.
16 novembre
- AS Beauvais 2-2 ASOA Valence (5-4 aux tirs au but)
- Toulouse FC 1 - 0 FC Martigues
- Chamois niortais FC 3-2 Stade lavallois (après prolongation)
- SM Caen 1-2 Le Mans UC
- FC Lorient 1-1 US Créteil-Lusitanos (1-4 aux tirs au but)
- FC Sochaux 3 - 0 AC Ajaccio
- OGC Nice 1 - 0 AS Cannes
- Lille OSC 2-2 Red Star (1-4 aux tirs au but)

24 novembre
- ES Wasquehal 4-4 LB Châteauroux (4-5 aux tirs au but)

### Seizièmes de finale
Les seizièmes de finale voient l'entrée dans la compétition des équipes de première division. Les matches se sont déroulés les 7, 8 et 9 janvier.
7 janvier
- AS Beauvais 1-1 Le Havre AC (5-4 aux tirs au but)
- AJ Auxerre 0 - 0 AS Monaco (4-5 aux tirs au but)

8 janvier
- ES Troyes AC 0 - 1 Girondins de Bordeaux (après prolongation)
- Red Star 4-2 Nîmes Olympique (après prolongation)
- Olympique lyonnais 3-1 Amiens SC
- RC Strasbourg 0 - 0 FC Metz (2-0 aux tirs au but)
- Toulouse FC 3-2 RC Lens (après prolongation)
- Le Mans UC 1-1 LB Châteauroux (5-6 aux tirs au but)
- Paris SG 4-3 US Créteil-Lusitanos
- Chamois niortais FC 0 - 1 FC Gueugnon
- CS Louhans-Cuiseaux 0 - 1 AS Nancy-Lorraine
- FC Sochaux 2 - 0 Stade rennais FC

9 janvier
- AS Saint-Étienne 3-1 FC Nantes
- EA Guingamp 1-3 Montpellier HSC
- OGC Nice 0 - 1 CS Sedan-Ardennes
- SC Bastia 3 - 0 Olympique de Marseille

### Tableau final
À partir de ce stade de la compétition, il n'y a plus de tirage au sort et les équipes savent déjà contre qui elles vont jouer si elles passent le tour.
|  | Huitièmes de finale                  | Huitièmes de finale                |                    |       | Quarts de finale              | Quarts de finale              |  |  | Demi-finales                 | Demi-finales                 |  |  | Finale                     | Finale                     |
|  | Huitièmes de finale                  | Huitièmes de finale                |                    |       | Quarts de finale              | Quarts de finale              |  |  | Demi-finales                 | Demi-finales                 |  |  | Finale                     | Finale                     |
|  |                                      |                                    |                    |       |                               |                               |  |  |                              |                              |  |  |                            |                            |
|  | 29 janvier - Stade Gaston-Petit      | 29 janvier - Stade Gaston-Petit    |                    |       | 20 février - Parc des Princes | 20 février - Parc des Princes |  |  | 1er avril - Parc des Princes | 1er avril - Parc des Princes |  |  | 22 avril - Stade de France | 22 avril - Stade de France |
|  | 29 janvier - Stade Gaston-Petit      | 29 janvier - Stade Gaston-Petit    |                    |       | 20 février - Parc des Princes | 20 février - Parc des Princes |  |  | 1er avril - Parc des Princes | 1er avril - Parc des Princes |  |  | 22 avril - Stade de France | 22 avril - Stade de France |
|  | LB Châteauroux                       | 0                                  |                    |       | 20 février - Parc des Princes | 20 février - Parc des Princes |  |  | 1er avril - Parc des Princes | 1er avril - Parc des Princes |  |  | 22 avril - Stade de France | 22 avril - Stade de France |
|  | LB Châteauroux                       | 0                                  |                    |       | 20 février - Parc des Princes | 20 février - Parc des Princes |  |  | 1er avril - Parc des Princes | 1er avril - Parc des Princes |  |  | 22 avril - Stade de France | 22 avril - Stade de France |
|  | Paris SG                             | 1                                  |                    |       | 20 février - Parc des Princes | 20 février - Parc des Princes |  |  | 1er avril - Parc des Princes | 1er avril - Parc des Princes |  |  | 22 avril - Stade de France | 22 avril - Stade de France |
|  | Paris SG                             | 1                                  | Paris SG           | 3     |                               |                               |  |  | 1er avril - Parc des Princes | 1er avril - Parc des Princes |  |  | 22 avril - Stade de France | 22 avril - Stade de France |
|  | 10 février - Stade Marcel-Picot (ap) |                                    | Paris SG           | 3     |                               |                               |  |  | 1er avril - Parc des Princes | 1er avril - Parc des Princes |  |  | 22 avril - Stade de France | 22 avril - Stade de France |
|  |                                      | AS Nancy-Lorraine                  | 0                  |       |                               |                               |  |  | 1er avril - Parc des Princes | 1er avril - Parc des Princes |  |  | 22 avril - Stade de France | 22 avril - Stade de France |
|  | AS Nancy-Lorraine                    | AS Nancy-Lorraine                  | 0                  | 2     |                               |                               |  |  | 1er avril - Parc des Princes | 1er avril - Parc des Princes |  |  | 22 avril - Stade de France | 22 avril - Stade de France |
|  | AS Nancy-Lorraine                    | 19 février - Stade de Gerland (ap) |                    | 2     |                               |                               |  |  | 1er avril - Parc des Princes | 1er avril - Parc des Princes |  |  | 22 avril - Stade de France | 22 avril - Stade de France |
|  | FC Sochaux                           | 1                                  |                    |       |                               |                               |  |  | 1er avril - Parc des Princes | 1er avril - Parc des Princes |  |  | 22 avril - Stade de France | 22 avril - Stade de France |
|  | FC Sochaux                           | 1                                  | Paris SG           | 4     |                               |                               |  |  |                              |                              |  |  | 22 avril - Stade de France | 22 avril - Stade de France |
|  | 29 janvier - Stade de Gerland        |                                    | Paris SG           | 4     |                               |                               |  |  |                              |                              |  |  | 22 avril - Stade de France | 22 avril - Stade de France |
|  |                                      | SC Bastia                          | 2                  |       |                               |                               |  |  |                              |                              |  |  | 22 avril - Stade de France | 22 avril - Stade de France |
|  | Olympique lyonnais                   | SC Bastia                          | 2                  | 1     |                               |                               |  |  |                              |                              |  |  | 22 avril - Stade de France | 22 avril - Stade de France |
|  | Olympique lyonnais                   | 3 avril - Stade Marville           |                    | 1     |                               |                               |  |  |                              |                              |  |  | 22 avril - Stade de France | 22 avril - Stade de France |
|  | Girondins de Bordeaux                | 0                                  |                    |       |                               |                               |  |  |                              |                              |  |  | 22 avril - Stade de France | 22 avril - Stade de France |
|  | Girondins de Bordeaux                | 0                                  | Olympique lyonnais | 0     |                               |                               |  |  |                              |                              |  |  | 22 avril - Stade de France | 22 avril - Stade de France |
|  | 30 janvier - Stade Armand-Cesari     |                                    | Olympique lyonnais | 0     |                               |                               |  |  |                              |                              |  |  | 22 avril - Stade de France | 22 avril - Stade de France |
|  |                                      | SC Bastia                          | 1                  |       |                               |                               |  |  |                              |                              |  |  | 22 avril - Stade de France | 22 avril - Stade de France |
|  | SC Bastia                            | SC Bastia                          | 1                  | 1     |                               |                               |  |  |                              |                              |  |  | 22 avril - Stade de France | 22 avril - Stade de France |
|  | SC Bastia                            | 20 février - Stade Émile-Albeau    |                    | 1     |                               |                               |  |  |                              |                              |  |  | 22 avril - Stade de France | 22 avril - Stade de France |
|  | Montpellier HSC                      | 0                                  |                    |       |                               |                               |  |  |                              |                              |  |  | 22 avril - Stade de France | 22 avril - Stade de France |
|  | Montpellier HSC                      | 0                                  | Paris SG           | 0     |                               |                               |  |  |                              |                              |  |  |                            |                            |
|  | 29 janvier - Stade Pierre-Brisson    |                                    | Paris SG           | 0     |                               |                               |  |  |                              |                              |  |  |                            |                            |
|  |                                      | FC Gueugnon                        | 2                  |       |                               |                               |  |  |                              |                              |  |  |                            |                            |
|  | AS Beauvais                          | FC Gueugnon                        | 2                  | 0     |                               |                               |  |  |                              |                              |  |  |                            |                            |
|  | AS Beauvais                          |                                    |                    | 0     |                               |                               |  |  |                              |                              |  |  |                            |                            |
|  | CS Sedan-Ardennes                    | 1                                  |                    |       |                               |                               |  |  |                              |                              |  |  |                            |                            |
|  | CS Sedan-Ardennes                    | 1                                  | CS Sedan-Ardennes  | 0     |                               |                               |  |  |                              |                              |  |  |                            |                            |
|  | 29 janvier - Stade Geoffroy-Guichard |                                    | CS Sedan-Ardennes  | 0     |                               |                               |  |  |                              |                              |  |  |                            |                            |
|  |                                      | Red Star 93                        | 1                  |       |                               |                               |  |  |                              |                              |  |  |                            |                            |
|  | AS Saint-Étienne                     | Red Star 93                        | 1                  | 1     |                               |                               |  |  |                              |                              |  |  |                            |                            |
|  | AS Saint-Étienne                     | 19 février - Stade Jean-Laville    |                    | 1     |                               |                               |  |  |                              |                              |  |  |                            |                            |
|  | Red Star 93                          | 3                                  |                    |       |                               |                               |  |  |                              |                              |  |  |                            |                            |
|  | Red Star 93                          | 3                                  | Red Star 93        | 2 (8) |                               |                               |  |  |                              |                              |  |  |                            |                            |
|  | 29 janvier - Stade Jean-Laville      |                                    | Red Star 93        | 2 (8) |                               |                               |  |  |                              |                              |  |  |                            |                            |
|  |                                      | FC Gueugnon                        | 2 (9)              |       |                               |                               |  |  |                              |                              |  |  |                            |                            |
|  | FC Gueugnon                          | FC Gueugnon                        | 2 (9)              | 1     |                               |                               |  |  |                              |                              |  |  |                            |                            |
|  | FC Gueugnon                          |                                    |                    | 1     |                               |                               |  |  |                              |                              |  |  |                            |                            |
|  | Toulouse FC                          | 0                                  |                    |       |                               |                               |  |  |                              |                              |  |  |                            |                            |
|  | Toulouse FC                          | 0                                  | FC Gueugnon        | 2     |                               |                               |  |  |                              |                              |  |  |                            |                            |
|  | 29 janvier - Stade Louis-II          |                                    | FC Gueugnon        | 2     |                               |                               |  |  |                              |                              |  |  |                            |                            |
|  |                                      | RC Strasbourg                      | 0                  |       |                               |                               |  |  |                              |                              |  |  |                            |                            |
|  | AS Monaco                            | RC Strasbourg                      | 0                  | 2     |                               |                               |  |  |                              |                              |  |  |                            |                            |
|  | AS Monaco                            |                                    |                    | 2     |                               |                               |  |  |                              |                              |  |  |                            |                            |
|  | RC Strasbourg                        | 3                                  |                    |       |                               |                               |  |  |                              |                              |  |  |                            |                            |
|  | RC Strasbourg                        | 3                                  |                    |       |                               |                               |  |  |                              |                              |  |  |                            |                            |

### Finale
La finale a eu lieu le 22 avril au Stade de France devant 77 000 spectateurs. Le Football Club de Gueugnon l'a emporté 2 à 0 contre le Paris Saint-Germain Football Club.
À la 65e minute, un mouvement venu de la droite, qui se concluait par une frappe des trente mètres de Nicolas Esceth-N'Zi heurtait le poteau gauche de Dominique Casagrande et Marcelo Trapasso surgissait pour ouvrir le score. Le match devint alors à sens unique, et les Gueugnonnais ne furent jamais inquiétés outre mesure.
Dans le temps additionnel de la rencontre, un but marqué grâce à une course solitaire de 40 mètres  de Sylvain Flauto, qui prit de vitesse cinq défenseurs Parisiens, permettait à Gueugnon de doubler la mise.
| Samedi 22 avril 2000 | FC Gueugnon               | 2 - 0 | Paris Saint-Germain FC | Stade de France, Saint-Denis |                         |
|                      | Trapasso 65e · Flauto 90e | (0-0) |                        | Arbitrage : Éric Poulat      | Arbitrage : Éric Poulat |
|                      | Rapport                   |       |                        | Arbitrage : Éric Poulat      | Arbitrage : Éric Poulat |

| FC Gueugnon    |    |                     |     |     |
|                |    |                     |     |     |
| Gardien de but | 16 | Richard Trivino     |     |     |
|                | 02 | Yohan Bouzin        |     |     |
|                | 04 | Éric Boniface       |     |     |
|                | 15 | Sylvain Distin      |     |     |
|                | 22 | David Fanzel        |     |     |
|                | 06 | Didier Neumann      |     | 80e |
|                | 25 | Cédric Chabert      |     |     |
|                | 10 | Nicolas Esceth-N'Zi |     | 76e |
|                | 11 | Amara Traoré        |     |     |
|                | 21 | Stéphane Roda       |     | 85e |
|                | 28 | Marcelo Trapasso    | 65e |     |
| Remplaçants :  |    |                     |     |     |
|                | 05 | Fabien Weber        |     | 80e |
|                | 24 | Sylvain Flauto      | 90e | 76e |
|                | 14 | Xavier Collin       |     | 85e |
| Entraineur :   |    |                     |     |     |
| Alex Dupont    |    |                     |     |     |

| Paris SG          |    |                      |  |     |     |
|                   |    |                      |  |     |     |
| Gardien de but    | 16 | Dominique Casagrande |  |     |     |
|                   | 04 | Talal El Karkouri    |  |     |     |
|                   | 15 | Éric Rabésandratana  |  |     |     |
|                   | 22 | Igor Yanovski        |  |     |     |
|                   | 26 | Aliou Cissé          |  |     | 53e |
|                   | 09 | Ali Benarbia         |  |     |     |
|                   | 10 | Jay-Jay Okocha       |  |     |     |
|                   | 23 | Pierre Ducrocq       |  |     |     |
|                   | 07 | Christian            |  |     |     |
|                   | 11 | Laurent Robert       |  | 76e |     |
|                   | 19 | Laurent Leroy        |  | 72e |     |
| Remplaçants :     |    |                      |  |     |     |
|                   | 18 | Edvin Murati         |  | 76e |     |
|                   | 08 | Kaba Diawara         |  | 72e |     |
| Entraineur :      |    |                      |  |     |     |
| Philippe Bergeroo |    |                      |  |     |     |